# میز

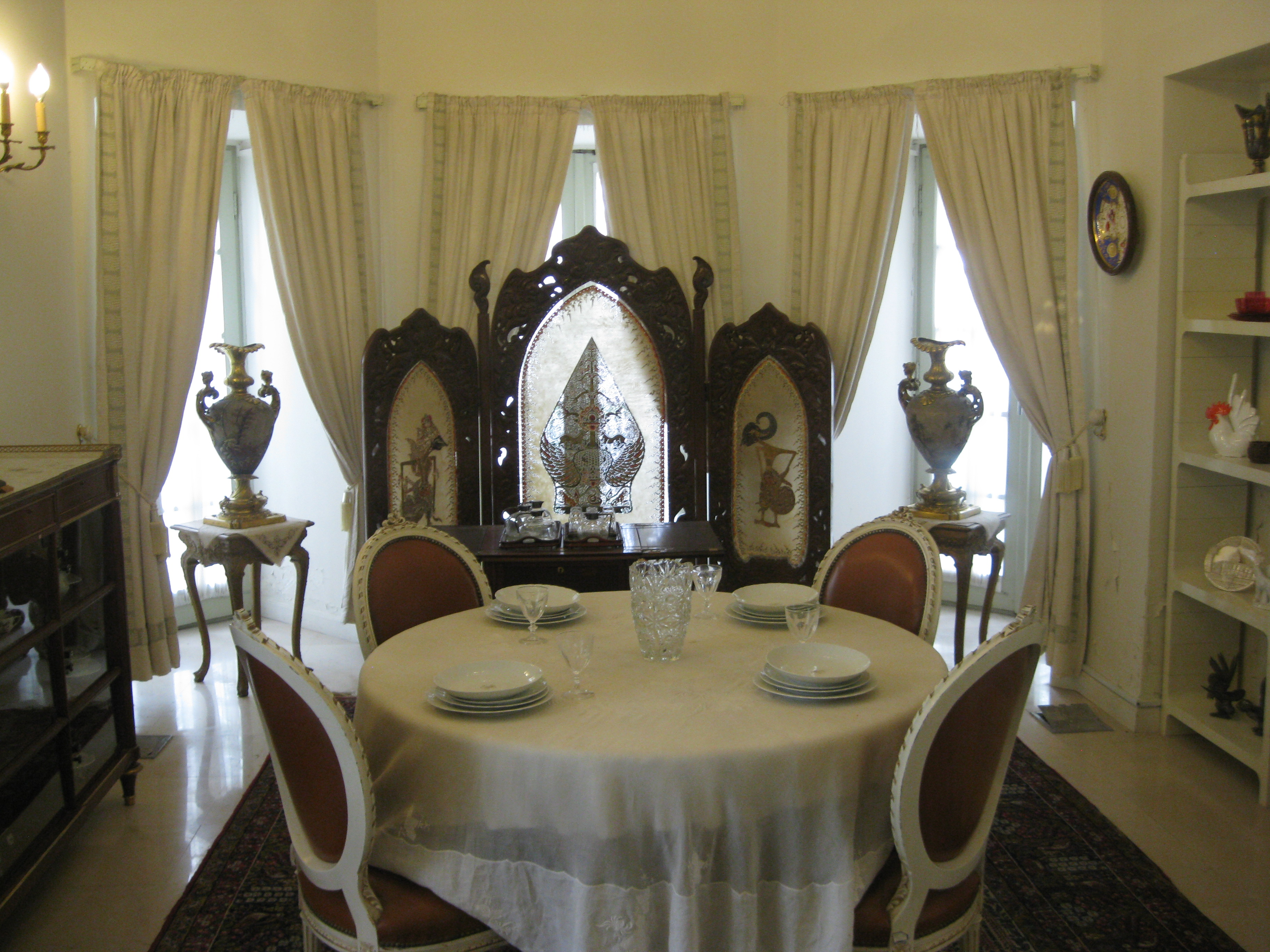

میز وسیله‌ای از وسایل خانه است  که از یک صفحهٔ رویی و پایه‌هایی که معمولاً توسط 1 تا 4 پایه آن را نگه می‌دارند، تشکیل شده‌است و غالباً برای نگه داشتن غذا یا وسایل دیگر در ارتفاعی مناسب برای استفادهٔ راحت در هنگام نشستن به کار می‌رود.
میز اکثراً به همراه صندلی به کار برده می‌شود. رویهٔ برخی از میزها دارای لولا بوده و باز و بسته می‌شوند و گاهی قابل تنظیم نیز هستند برخی از میزها نیز دارای قطعاتی جدا شونده هستند. تعدادی از میزها کوچک و تا شو بوده و قابل حمل کردن هستند. میزهایی نیز در هواپیماها و بعضی خودروها در پشت صندلی تعبیه شده‌است که بسیار کوچک هستند و برای غذا خوردن در این مکان‌ها به کار می‌روند.
میزها غالباً دارای چهار پایه هستند اما بعضی از آن‌ها ممکن است تنها یک پایه در وسط داشته باشند یا طراحی‌های دیگری داشته باشند. میزهای سه‌پایه در سده‌های هجدهم و نوزدهم میلادی در اروپا بسیار شایع بوده و برای گذاشتن شمع یا چای خوردن استفاده می‌شدند. میز برای غذا خوردن و نگه داشتن غذا استفاده می شود .

## تاریخچه
میزهای بسیار قدیمی در مصر کشف شده‌اند که با فلز یا سنگ ساخته شده بوده و برای قرار دادن اشیاء به کار برده می‌شدند اما جهت نشستن کاربرد نداشته‌اند. یونانی‌ها و رومی های قدیم نیز از میز استفاده می‌کردند.
یونانیان و رومیان استفاده های بیشتری از میز داشته‌اند. در یونان باستان میزغذاخوری بعد از استفاده به زیر تخت انتقال داده می‌شده است. یونانیان میز های کوچکی هم داشته اند که پایه های آن از شخصیت‌های افسانه‌ای بوده است. در ساخت میز از چوب و فلزاتی مانند آلیاژ نقره و یا برنز در ساخت میز استفاده میشده است. پایه های میز نقش های ظریفی داشته اند. در قرون وسطا میز به اندازه دوران قبل یا بعد از آن استفاده نمیشده است و فقط اشراف از میز استفاده می‌کردند.
در امپراطوری روم شرقی میزهای چوبی و سنگ با چهارپایه که به همدیگر با یک ضربدر در پایین به هم متصل می شدند. در این زمان علاوه بر میزهای غذا خوری میزهای گرد کوچکتری برای نوشتن و همچنین تریبون به وجود آمده و اکنون در قرن ۲۱ نیز به عنوان جزء مهمی از زندگی و در شکل های مختلف برای استفاده های مختلف به وجود آمده است.

## انواع
انواعی از میزها نیز برای کاربردهای ویژه ساخته شده‌اند که از آن میان می‌توان به موردهای زیر اشاره کرد:
- میزک، عسلی، گلمیز، جلو مبلی: میز کوچک. همچنین خونچه یا خوانچه که میز و سفره کوچک است.
- میز غذا، میز غذاخوری، میز ناهارخوری، تشتخوان (از سنگ مرمر و همچون آن)، خانپایه: برای خوردن غذا،

| تعداد       | شکل    | اندازه                      |
| ----------- | ------ | --------------------------- |
| دونفره      | مربع   | ۹۰ در ۹۰ سانتی‌متر           |
| دونفره      | دایره  | قطر ۷۰ سانتی‌متر             |
| چهارنفره    | دایره  | قطر ۹۰، ۱۰۳ یا ۱۲۰ سانتی‌متر |
| چهارنفره    | مستطیل | ۹۰ در ۱۲۰ سانتی‌متر          |
| شش نفره     | دایره  | ۱۴۰ سانتی‌متر                |
| شش نفره     | مستطیل | ۹۰ در ۱۶۰ سانتی‌متر          |
| هشت نفره    | دایره  | ۱۶۰ سانتی‌متر                |
| هشت نفره    | مستطیل | ۹۰ در ۲۰۰ سانتی‌متر          |
| ده نفره     | دایره  | ۱۸۰ سانتی‌متر                |
| ده نفره     | مستطیل | ۱۲۰ در ۲۰۰ سانتی‌متر         |
| دوازده نفره | دایره  | ۲۰۰ سانتی‌متر                |
| دوازده نفره | مستطیل | ۱۶۰ در ۲۰۰ سانتی‌متر         |

- میزگرد: میزی که گرد باشد. (امروزه اصطلاح «میزگرد» برای بحث یا مذاکره دور هر گونه میزی بکار می‌رود)
- میز کار: ویژهٔ نوشتن، خواندن و دیگر کارهای شخصی،
- میز عمل: ویژه عمل جراحی در بیمارستان‌ها،
- کندوره، گندور: میز بزرگ،
- میز توالت: ویژهٔ آرایش و پیرایش،
- میز پیش‌آینه: جهت استفاده از آینه
- دوکاره: میز کار و غذاخوری،
- میز لپ تاپ: میز لپ تاپ به دو شکل فن دار و بدون فن وجود دارد و برای کارکردن راحت با لپ تاپ استفاده می‌شوند. امروزه میزهای لپ تاپ با قابلیت تنظیم ارتفاع وجود دارند که موجب می‌شوند آسیب کمتری به فرد و لپ تاپ در اثر نشستن‌های طولانی وارد شود.
- میز کمک
- میز شطرنج
- میز تلویزیون
- میز نهارخوری
- میز اداری که خود از اقلام مبلمان اداری محسوب می‌شود دارای زمینهٔ کاری بسیار گسترده‌ای است. میز اداری انواع مختلف دارد. مانند میز مدیریتی، میز کارشناسی و انواع مختلف آن که بنا بر شرایط مختلف کاری ابعاد آن تغییر پیدا می‌کند. شیوه‌ها و سبک‌های ساخت به همراه نوآوری‌های جالب و ابتکاری برای این دسته از میز معمولاً رقابت بیشتری ایجاد می‌کند. میز اداری مدرن، میز مدیریتی کلاسیک، میز کنفرانس، میز کار گروهی یا ورک استیشن (Work Station)، میز سلطنتی و … همه از گونه‌های میز هستند که دارای اپشن‌های متفاوتی در هر سبک هستند و هم از زیر مجموعه‌های مبلمان اداری محسوب می‌شوند.

## نگارخانه

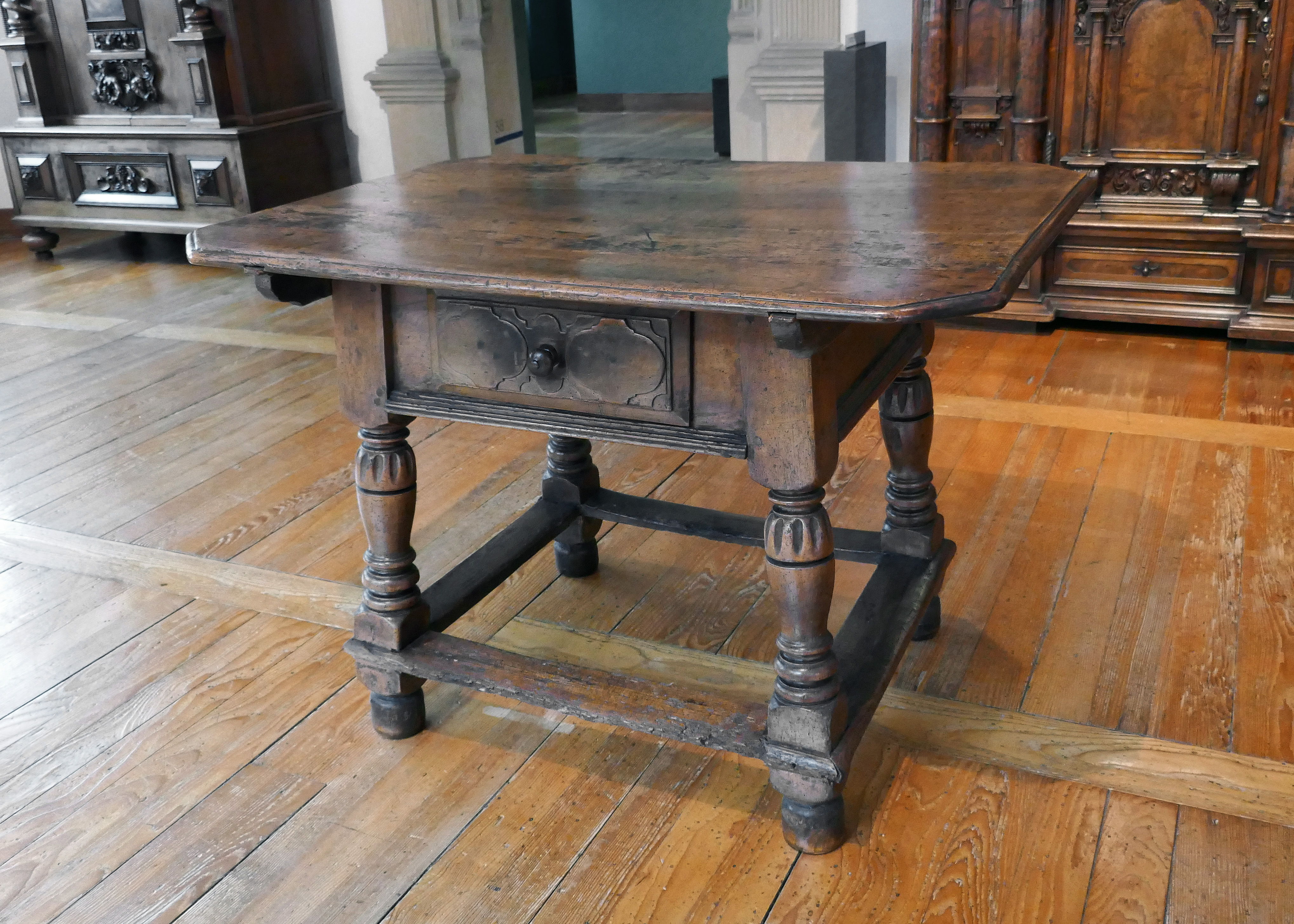

میز زخمی اثر فریدا کالو
میز صبحانه اثر جان براک